# Шаравин (Изер)
Шаравин (фр. Charavines) — коммуна во Франции, находится в регионе Рона — Альпы. Департамент коммуны — Изер. Входит в состав кантона Вирьё. Округ коммуны — Ла-Тур-дю-Пен.
Код INSEE коммуны — 38082. Население коммуны на 2008 год составляло 1447 человек. Населённый пункт находится на высоте от 440  до 800  метров над уровнем моря. Муниципалитет расположен на расстоянии около 450 км юго-восточнее Парижа, 65 км юго-восточнее Лиона, 32 км северо-западнее Гренобля. Мэр коммуны — M. Maurice Despierre, мандат действует на протяжении 2008—2014 гг.
Динамика населения (INSEE):